# Seara (Quiroga)
Seara (llamada oficialmente Santa María Madanela da Seara) es una parroquia y una aldea española del municipio de Quiroga, en la provincia de Lugo, Galicia.

## Otras denominaciones
La parroquia también es conocida por los nombres de Santa María Madanela de Seara, Santa María Magdalena da Seara y Santa María Magdalena de Seara.

## Organización territorial
La parroquia está formada por cinco entidades de población:
- A Seara
- Mazo (O Mazo)
- Soldón (O Soldón)
- Vieiros
- Villarbacú (Vilarbacú)

## Demografía

### Parroquia
| Gráfica de evolución demográfica de Seara (parroquia) entre 2000 y 2020 |
|                                                                         |
| Datos según el nomenclátor publicado por el INE.                        |

### Aldea
| Gráfica de evolución demográfica de A Seara (aldea) entre 2000 y 2020 |
|                                                                       |
| Datos según el nomenclátor publicado por el INE.                      |